# KS-411 Orenburg
Il K-411 era un SSBN russo della classe Yankee, entrato in servizio nel 1970. Nel 1990, è stato convertito in sottomarino per operazioni speciali, e rinominato KS-411 Orenburg. Risulta operativo nella Flotta del Nord.

## Storia
La costruzione del K-411 venne intrapresa presso il cantiere navale Sevmash, a Severodvinsk, alla fine degli anni sessanta. Il sottomarino entrò in servizio nella Flotta del Nord il 31 agosto 1970.
Nel 1990, il K-411 venne modificato come Progetto 09780 (nome in codice NATO: Yankee Stretch), e trasformato in sottomarino madre per l'appoggio di minisommergibili del tipo Paltus. Le modifiche comportarono l'aggiunta di una sezione ulteriore di scafo, con la relativa rimozione dell'armamento missilistico. Tali modifiche ne fanno lo Yankee più grande mai realizzato. Con il nome di KS-411 Orenburg, tornò in servizio nella Flotta del Nord, ma senza compiti di combattimento. In Russia venne classificato come SMPL/AS.
Nel 2004, il sottomarino venne posto in riserva, e sottoposto ad un ciclo di lavori di revisione a Zvezdochka. Rientrato in servizio l'8 agosto 2006, è operativo nella Flotta del Nord. L'unità è stata in seguito definitivamente radiata e a giugno 2009 il suo scafo si trovava a Severodvinsk nelle fasi finali della demolizione.